# Elektrizitätsversorgungsunternehmen
Ein Elektrizitätsversorgungsunternehmen (EVU, EltVU, auch Stromversorgungsunternehmen; kurz Elektrizitätsversorger, Stromversorger oder Stromanbieter) ist ein Unternehmen, das seine Kunden mit elektrischer Energie (historisch und umgangssprachlich „Elektrizität“ oder „Strom“ genannt) versorgt, d. h. beliefert.
Im engeren Sinne werden nur solche Unternehmen als Elektrizitätsversorger bezeichnet, die einen Endverbraucher direkt beliefern. Im weiteren Sinne sind alle Unternehmen der Elektrizitätswirtschaft, also der gesamten Versorgungskette von der Erzeugung über den Handel, die Übertragung (Ferntransport) und die Verteilung bis zum Verbraucher unter diesem Begriff mit eingeschlossen.
Als Stromanbieter wird jede natürliche oder juristische Person bezeichnet, die elektrischen Strom an Letztverbraucher liefert.

## Situation nach Ländern

### Deutschland
In Deutschland kann man die Elektrizitätsversorgungsunternehmen unterteilen in
- überregionale Versorger, die auch Hochspannungsnetze betreiben;
- regionale Versorgungsunternehmen, die häufig Tochterunternehmen der großen Energieversorgungsunternehmen oder Stadtwerke sind und
- reine Stromversorger, die kein eigenes Netz betreiben.

Die Elektrizitätsversorgungsunternehmen sind in Deutschland durch Kooperation – auch auf europäischer Ebene – in der Lage, eine hohe Versorgungssicherheit zu gewährleisten. So gibt es Netze, bei denen Leitungen verschiedener Spannungsebenen (110 kV, 220 kV und 380 kV) auch von verschiedenen EVU betrieben werden. Daneben werden manche Hochspannungsleitungen gemeinsam von den EVU und der Deutschen Bahn betrieben.
Nachfolgend einige bekannte deutsche Verbände:
- Bundesverband der Energie- und Wasserwirtschaft (BDEW)
- Verband der Industriellen Energie- und Kraftwirtschaft (VIK)
- Verband kommunaler Unternehmen (VKU)
- local energy

Die Strompreise in Deutschland können mitunter stark variieren, wobei die Preise vor allem im Süd-Westen und Osten Deutschlands höher liegen. Der Preisunterschied ist jedoch aufgrund verschiedener Berechnungen oft nicht auf den ersten Blick ersichtlich (Öko/Klimatarife, Pakettarife, Sonderabschläge, Haupt- und Nebenzeit). Bedingt ist dieser Umstand einerseits durch die Preisfreiheit der Grundversorger, andererseits auch durch die Qualität der Anbindungen an überregionale Stromnetze.

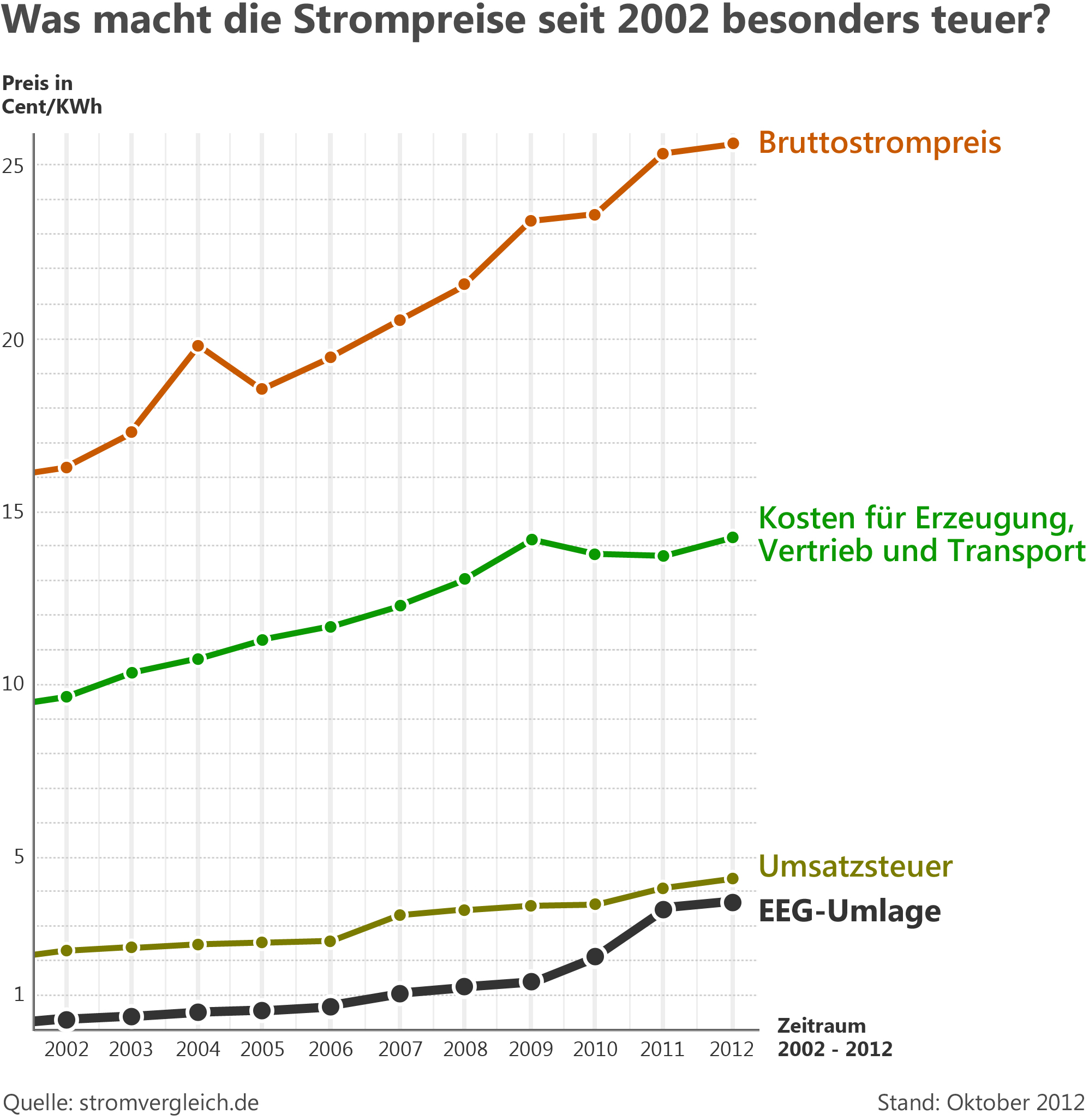
Zusammensetzung des Strompreises in Deutschland

#### Gesetzliche Definitionen
Gemäß § 3 Energiewirtschaftsgesetz (EnWG) wird unterschieden zwischen Betreibern von Elektrizitätsversorgungsnetzen und Betreibern von Elektrizitätsverteilernetzen. Der Begriff Energieversorgungsnetz bezieht sich demnach auf Elektrizität und Gas. Nach § 3 Nr. 18 EnWG sind Energieversorgungsunternehmen „natürliche oder juristische Personen, die Energie an andere liefern, ein Energieversorgungsnetz betreiben oder an einem Energieversorgungsnetz als Eigentümer Verfügungsbefugnis besitzen“. Sie übernehmen also Aufgaben der Erzeugung, der Verteilung und des Vertriebs. Hierunter fallen neben den Elektrizitätsversorgungsunternehmen zum Beispiel auch Erdgas- und Fernwärmeversorgungsunternehmen.
Die §§ 6–10 EnWG schreiben in Umsetzung des europäischen Gemeinschaftsrechtes eine Entflechtung der sogenannten vertikal integrierten EVU vor. Vertikal integrierte Elektrizitätsversorgungsunternehmen sind nach der Legaldefinition des § 3 Nr. 38 EnWG solche Unternehmen oder eine Gruppe von Unternehmen, die im Elektrizitätsbereich mindestens eine der Funktionen Übertragung oder Verteilung und mindestens eine der Funktionen Erzeugung oder Vertrieb wahrnehmen. Das bedeutet zum Beispiel, dass der Netzbetrieb bei marktbeherrschenden Unternehmen rechtlich, operationell, informationell und buchhalterisch unabhängig von anderen Tätigkeiten im Bereich der Energieversorgung organisiert werden muss.

#### Unternehmen
Die fünf Unternehmen mit dem höchsten Anteil an der konventionellen Stromerzeugung in Deutschland sind Stand 2019 RWE, EnBW, LEAG, Vattenfall und Uniper. Sie erzeugen zum Stand 2019 gemeinsam ca. 70 % des konventionell erzeugten Stroms.
| Unternehmen | Erzeugung in TWh | Anteil |
| ----------- | ---------------- | ------ |
| RWE         | 105,9            | 30,2 % |
| LEAG        | 58,0             | 16,5 % |
| ENBW        | 45,8             | 13,1 % |
| Vattenfall  | 25,7             | 7,3 %  |
| Uniper      | 23,9             | 6,8 %  |

Diese Unternehmen hatten im Jahr 2019 einen Anteil von 4,9 % an der Erneuerbaren Stromerzeugung.
Im Jahr 2019 gab es in Deutschland 1.429 Stromlieferanten.
Die Endkundenversorgung mit Strom wird nach Kunden mit Registrierender Leistungsmessung (sogenannte RLM-Kunden) und Standardlastprofilkunden (sogenannte SLP-Kunden) unterschieden. Ersteres sind große Industriebetriebe, deren Stromabnahme viertelstündlich gemessen wird, letzteres Haushaltskunden und andere Kleinabnehmer, die nur nach Jahresmengen abgerechnet werden.
Im Jahr 2019 wurden rund 257,2 TWh Strom an RLM-Kunden und rund 156,9 TWh Strom an SLP-Kunden abgesetzt, davon 13,5 TWh Heizstrom. Dabei setzten die vier absatzstärksten Unternehmen auf dem bundesweiten Markt für die Belieferung von RLM-Kunden rund 63,0 TWh ab. Ihr aggregierter Marktanteil beträgt somit 24,5 Prozent. Bei der Belieferung von SLP-Kunden im Rahmen von Sonderverträgen (außerhalb der Grundversorgung und ohne Heizstrom) betrug der kumulierte Absatz der vier absatzstärksten Unternehmen im Jahr 2019 rund 37,5 TWh. Der aggregierte Marktanteil der vier größten Unternehmen beträgt auf diesem Markt somit rund 34,1 Prozent. Bei der Grundversorgung und der Versorgung mit Heizstrom haben die vier absatzstärksten Unternehmen mit 42,5 % und 56,9 % noch einen recht hohen Marktanteil.
Die DB Energie versorgt die Fahrzeuge der Deutschen Bahn und anderer Eisenbahnverkehrsunternehmen mit Einphasenwechselstrom der Frequenz 16,7 Hz. Da dies nur für den Bahnbetrieb geschieht, zählt man sie insofern nicht zu den eigentlichen EVU, obwohl sie ein umfangreiches Hochspannungsleitungsnetz betreibt, welches auch nach Österreich und in die Schweiz führt. Indem die DB Energie jedoch auch zahlreiche Gewerbebetriebe an den Bahnhöfen mit 230 V 50 Hz Netzstrom versorgt, der überwiegend von außen zugeliefert wird, ist sie für diese Kunden auch ein Stromlieferant.

##### Anbieter von Strom aus erneuerbaren Energiequellen
Daneben gibt es einige Stromlieferanten, die ausschließlich aus Strom aus Erneuerbaren Energiequellen beschaffen und verteilen. Die vom Umsatz her größten, von den großen EVU unabhängigen Ökostrom-Anbieter waren 2015:
| Rang | Unternehmen                | Umsatz 2018          | Zahl der Kunden |
| ---- | -------------------------- | -------------------- | --------------- |
| 1.   | LichtBlick                 | > 0,7 Mrd. €         | 625.000         |
| 2.   | Clean Energy Sourcing      | (2016) ~1,500 Mrd. € | ?               |
| 3.   | Naturstrom AG              | 0,297 Mrd. €         | 260.000         |
| 4.   | Elektrizitätswerke Schönau | (2017) 0,175 Mrd. €  | 150.000         |
| 5.   | Green Planet Energy        | 0,110 Mrd. €         | 130.000         |

##### Anbieter von Strom zu dynamischen Tarifen
Mit dem 2008 in Kraft getretenen Gesetz zur Öffnung des Messwesens bei Strom und Gas für Wettbewerb wurden ab 1. Januar 2010 bei Zähler-Renovierung oder -Neueinbau gesetzlich Messeinrichtungen verpflichtend, die „den tatsächlichen Energieverbrauch und die tatsächliche Nutzungszeit widerspiegeln“ (sogenannte Intelligente Zähler und modernen Messeinrichtungen). Für Stromanbieter eröffnen die neuen Messeinrichtungen die technische Option Letztverbrauchern „lastvariable oder tageszeitabhängige Tarife“ anzubieten; ab dem 1. Januar 2025 ist das Angebot solcher dynamischen Tarife verpflichtend, wenn der Letztverbraucher ein intelligentes Messsystem hat (EnWG § 41a).
Einige Stromanbieter nutzen bereits vor dem Stichtag diese vom Gesetzgeber geschaffene Innovation mit dem Angebot von Tarifen, die den Endverbraucher in die Lage versetzen, sein Verbrauchsverhalten an die Stromerzeugungssituation und Strombörsenpreise anzupassen und davon zu profitieren:
| Unternehmen   | Zahl der Kunden |
| ------------- | --------------- |
| aWATTar       | ?               |
| Naturstrom AG | ?               |
| rabot.charge  | 50.000          |
| Ostrom        | 100.000         |
| Tibber        | 100.000         |

### Frankreich
Vor 2007 gab es in Frankreich nur Électricité de France sowie lokale Verteilungsunternehmen wie „Electricité de Marseille“ (zusammenfassend „fournisseurs historiques“ genannt). Mitte 2007 liberalisierte die französische Regierung den Elektrizitätsmarkt, seitdem gibt es zahlreiche 'fournisseurs alternatifs', z. B. Engie.

### Österreich
In Österreich gibt es zwei nationale Erzeuger-Gesellschaften sowie eine Reihe von regionalen Gesellschaften, die oft aber nur als Verteiler bzw. Stromhändler tätig sind (s. u.). Sie sind meist Gesellschaften mit Anteilen der einzelnen Bundesländer, einige (z. B. Energieversorgung Niederösterreich, Wien Energie) haben auch eigene Elektrizitätswerke, um Spitzenbedarf abzudecken.
Die wichtigsten Stromerzeuger sind:
- Verbund AG
- Energieversorgung Niederösterreich
- Wien Energie

Bahnstrom
- ÖBB-Infrastruktur

Die wichtigsten Ökostrom-Erzeuger sind:
- Alpen Adria Naturenergie
- evn naturkraft
- Oekostrom AG
- WEB Windenergie
- Windkraft Simonsfeld

Die Verteilergesellschaften sind:
- BEWAG – Burgenland
- Energie AG Oberösterreich – Oberösterreich
- Energie Steiermark (u. a. STEWEAG-STEG) – Steiermark
- Energieversorgung Niederösterreich – Niederösterreich
- KELAG – Kärnten
- Salzburg AG – Salzburg
- TIWAG – Tirol
- illwerke vkw – Vorarlberg
- Wiener Netze – Wien, Teile von Niederösterreich und Burgenland

Die Übertragungsnetzbetreiber sind:
- Austrian Power Grid
- Vorarlberger Energienetze – Vorarlberg

Im Zuge der Deregulierung des Strommarktes 2001 sind neue Anbieter dazugekommen, die Endkonsumenten und Unternehmen beliefern. Allerdings besitzen sie keine Infrastruktur. Viele dieser Unternehmen sind Ableger deutscher Stromversorger, z. B. E wie Einfach, ENSTROGA oder Grünwelt.

### Schweiz
Die großen Elektrizitätsversorgungsunternehmen in der Schweiz sind:
- Axpo Holding (Axpo)
  - Axpo Power AG ehemals Nordostschweizerische Kraftwerke (NOK)
  - Axpo Services AG
  - Axpo Solutions AG, ehemals Elektrizitätsgesellschaft Laufenburg (EGL)
  - Centralschweizerische Kraftwerke (CKW)
- Alpiq Holding
  - Aare-Tessin AG für Elektrizität (Atel)
  - EOS Holding (EOS)
- BKW Energie ehemals BKW FMB Energie AG
- Elektrizitätswerk der Stadt Zürich (EWZ)
- Schweizerische Bundesbahnen (SBB) für das Bahnstromnetz
- Repower AG

Die Schweizer Elektrizitätsversorgungsunternehmen sind großmehrheitlich im Verband Schweizerischer Elektrizitätsunternehmen organisiert.